# Ketika Sharma

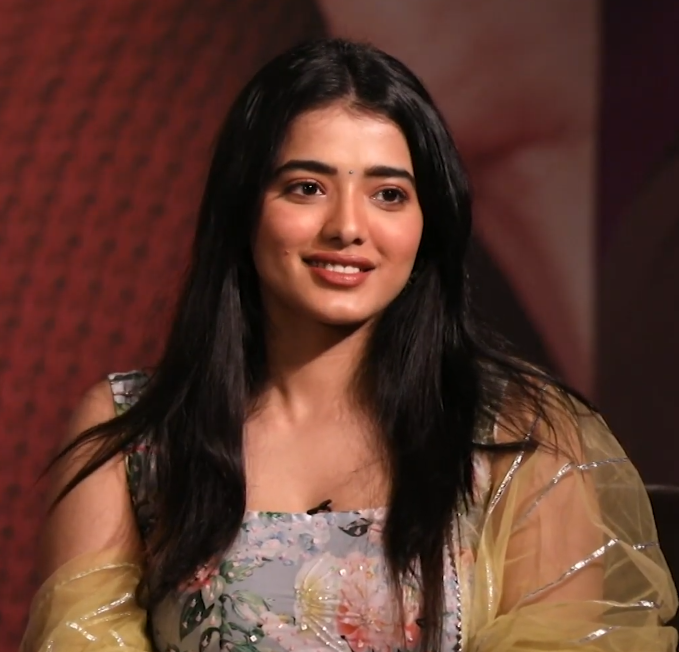
Ketika Sharma

Ketika Sharma (Hindi केतिका शर्मा; * 24. Dezember 1995 in Neu-Delhi) ist eine indische Schauspielerin.

## Leben und Karriere
Sharma wurde am 24. Dezember 1995 Neu Delhi geboren. Nach ihrem Abschluss arbeitete sie zunächst als Model. Ihren Schauspieldebüt gab sie 2021 in dem Film Romantic. Im selben Jahr wurde für den Film Lakshya gecastet. Anschließend spielte Sharma 2022 in Ranga Ranga Vaibhavanga mit. Außerdem trat sie 2023 in Bro auf. 2024 bekam sie eine Rolle in Vijay 69.

## Filmografie
Filme
- 2021: Romantic
- 2021: Lakshya
- 2022: Ranga Ranga Vaibhavanga
- 2023: Bro
- 2024: Vijay 69